# Weizenbach (Schneppenbach)
Der Weizenbach oder Waizenbach ist ein rechter Zufluss des Schneppenbaches im Landkreis Aschaffenburg im bayerischen Spessart.

## Geographie

### Verlauf
Der Weizenbach entspringt nordöstlich von Oberkrombach. Er fließt in östliche Richtung durch das Gewerbegebiet Am Weizenbach. Dort wird er von weiteren Wässern aus einer Feuchtwiese verstärkt. In Schneppenbach  unterquert er die Staatsstraße 2306 und mündet in den Schneppenbach.

### Flusssystem Kahl
- Liste der Fließgewässer im Flusssystem Kahl

## Einzelnachweise

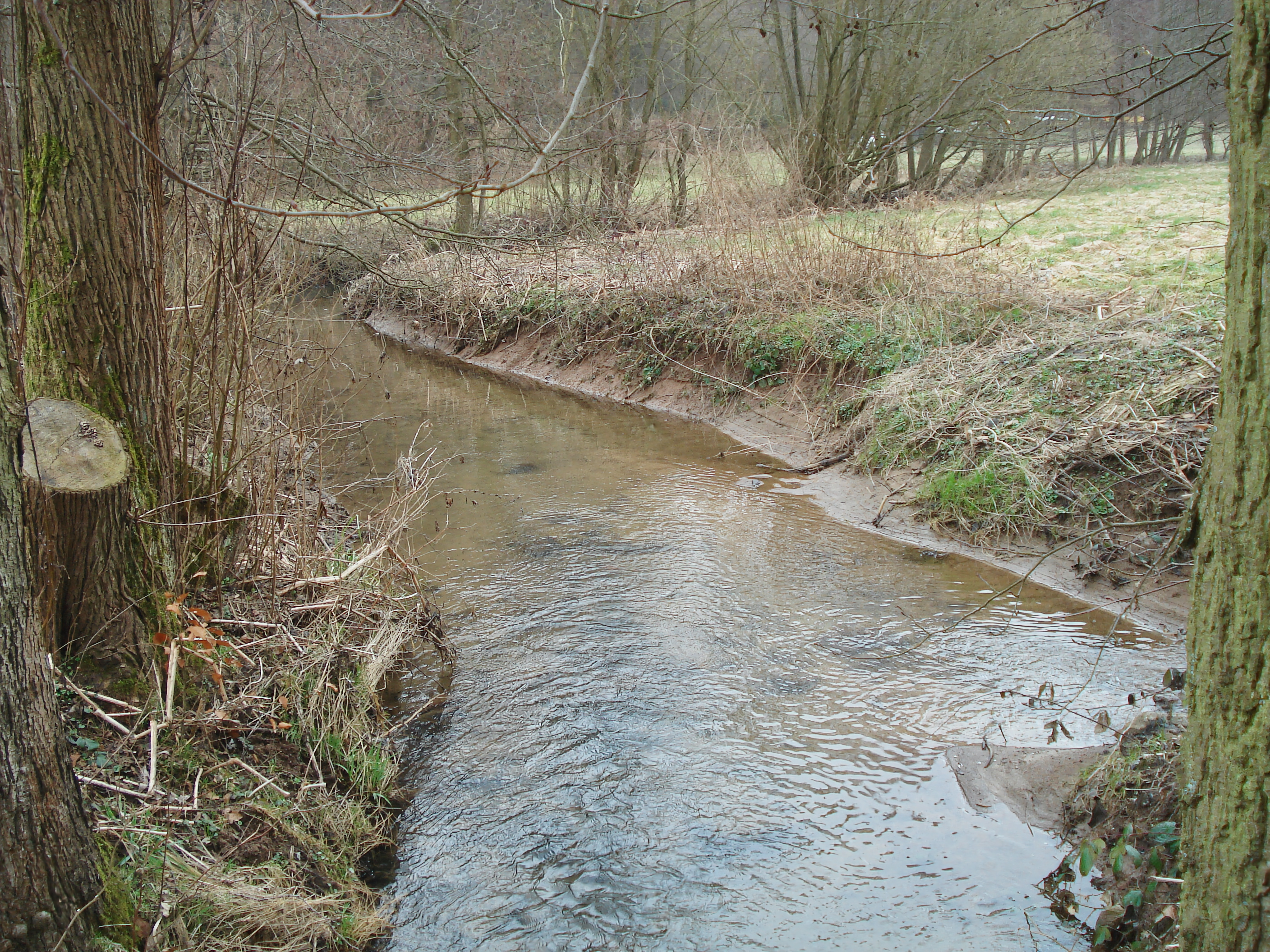
Der Weizenbach (rechts) mündet in den Schneppenbach